# Vanda foetida
Vanda foetida är en orkidéart som beskrevs av Johannes Jacobus Smith. Vanda foetida ingår i släktet Vanda och familjen orkidéer. Inga underarter finns listade i Catalogue of Life.